# Can Pere Ruaix
Can Pere Ruaix és un edifici del municipi de Tossa de Mar (Selva). És una casa de dues plantes i terrassa amb façana de pedra vista situada al mig dels carrerons de la Vila Vella. Forma part de l'Inventari del Patrimoni Arquitectònic de Catalunya.

## Descripció
La façana està repicada i mostra la pedra, a excepció de la terrassa, que està arrebossada exteriorment. La planta baixa consta d'una porta emmarcada de grans blocs de pedra. Té una llinda monolítica que està esqueixada. La primera planta consta d'una finestra de permòdols decorada amb baixos relleus de cares, una masculina barbada a la dreta i una femenina a l'esquerra. La llinda també és esqueixada per un costat.

## Història
És una casa d'origen medieval reformada en època moderna i restaurada durant el segle xx. Destaquen les cares masculina i femenina en relleu a la finestra del primer pis, d'estil gòtic popular i del segle xvi. La similitud d'aquest tipus de decoració en finestres i portes amb les existents en determinades masies i cases del centre d'Anglès, Maçanet de la Selva i La Cellera de Ter, permet relacionar-los amb un mateix taller o amb una tradició estètica i figurativa d'orígens comuns en l’àmbit regional.